# Villa rustica na Smričiću
Villa rustica nalazi se na Smričiću, Stari Grad, Hvar.

## Opis
U Starogradskom polju na lokalitet Smričić, 1 km istočno od Starog Grada, prilikom iskopa temelja trafostanice, otkriveni su ostaci antičke vile rustike. Tehnika zidanja ukazuje na dvije faze gradnje, klasičnu iz ranog rimskog perioda s pravilno tesanim kamenom i tankim fugama, te kasniju koju obilježava rustičnija gradnja i širi zidovi. Sjevernije od tih zidova prilikom zemljanih radova mještani su pronalazili kockica mozaika. Prilikom gradnje ceste za Vrbosku pronađeni su ostaci zidova, ulomci keramike, dijelovi antičkih stupova i blokovi iz bedema Farosa. Većina lokaliteta je devastirana, ipak potrebno je provesti arheološka istraživanja kako bi se pokazao pravi značaj kompleksa.

## Zaštita
Pod oznakom Z-5548 zavedeno je kao nepokretno kulturno dobro - pojedinačno, pravna statusa zaštićena kulturnog dobra, klasificirano kao "arheološka baština".